# Scopula lactaria
Scopula lactaria là một loài bướm đêm trong họ Geometridae.